# Downpatrick
Downpatrick (en gaèlic irlandès Dún Pádraig que vol dir «Fortalesa de Patrici», en escocès d'Ulster Doonpetèrick o Doonpetherick) és una vila d'Irlanda del Nord, al comtat de Down, a la província de l'Ulster. Es troba a la península de Lecale i la seva importància radica en la seva catedral i en què es diu que fou enterrat Patrici d'Irlanda.

## Demografia

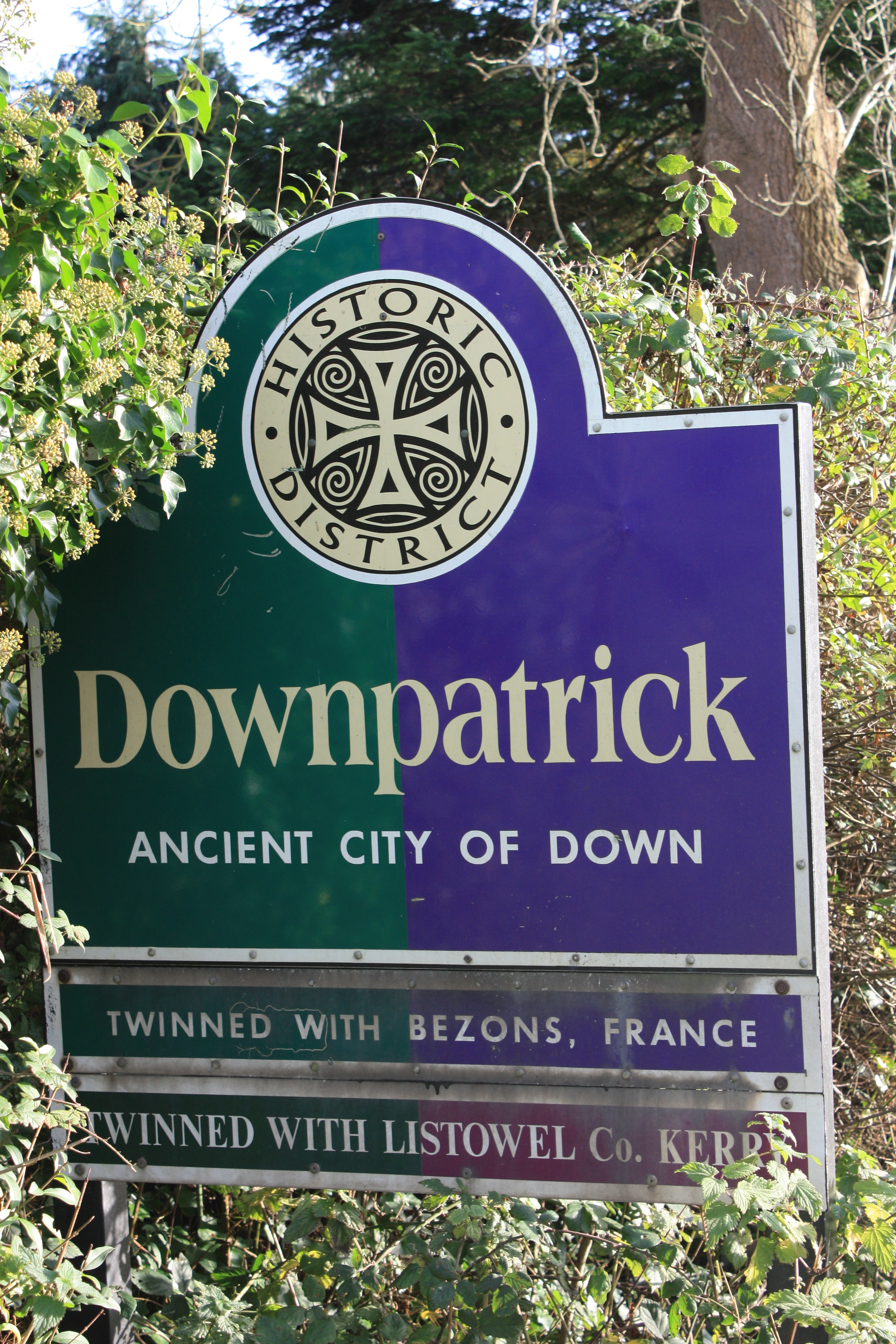
Downpatrick, octubre de 2009

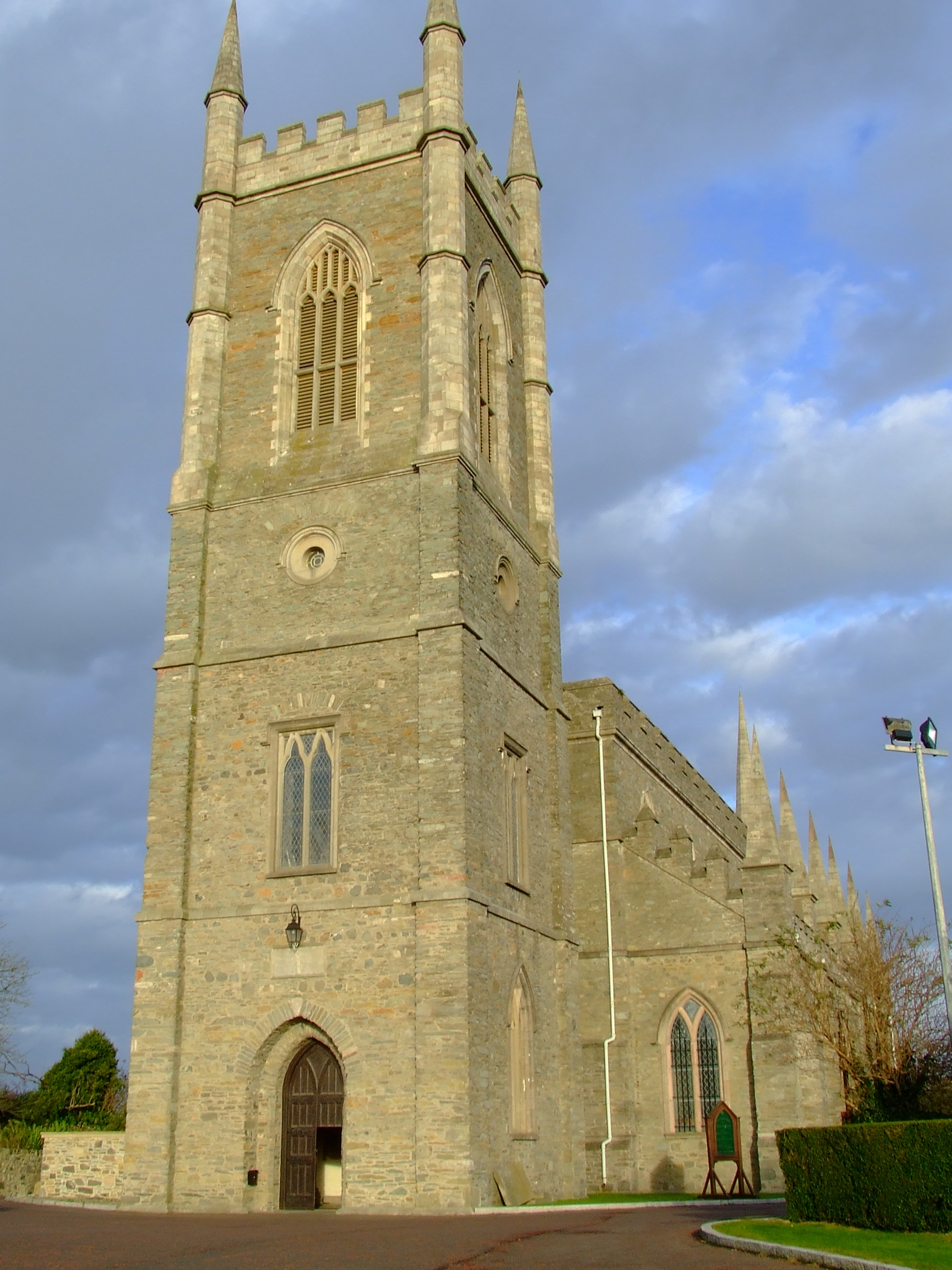
Catedral de Down

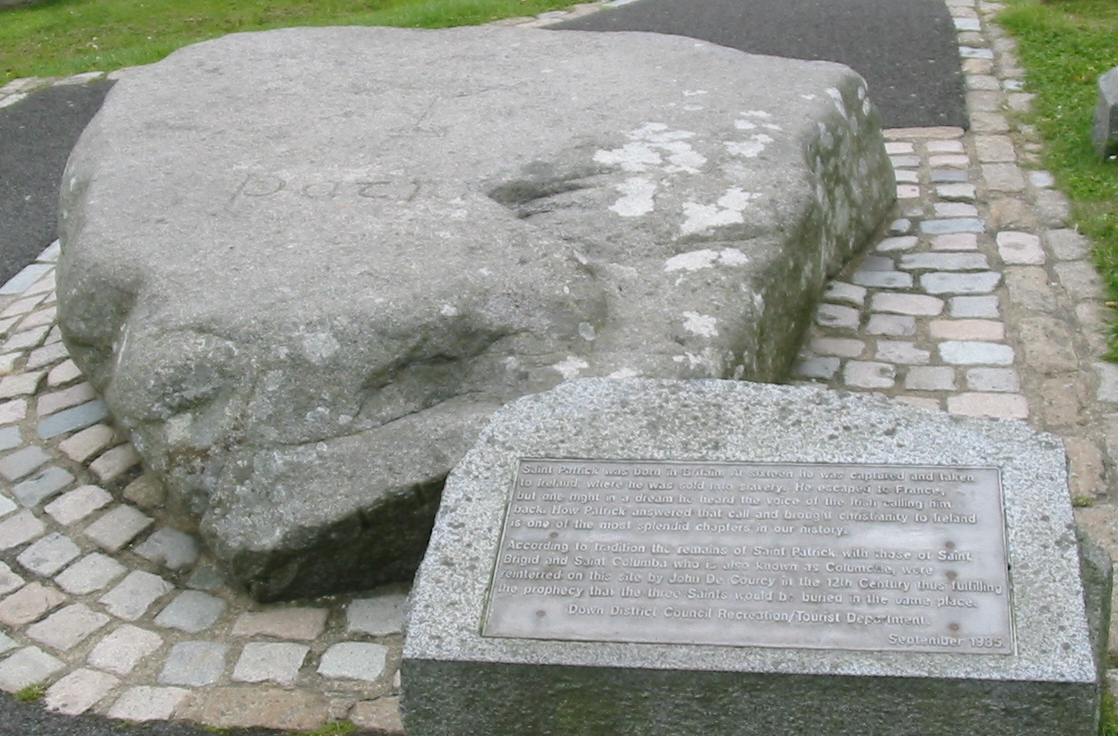
Tomba de Sant Patrici

Downpatrick és classificada com a ciutat mitjana per la Northern Ireland Statistics and Research Agency (amb una població entre 10.000 i 18.000 habitants). Segons el cens de 2001 tenia 10.316 habitants, dels quals:
- 26,6% tenen menys de 16 anys i el 16,0% més de 60
- 48,5% són homes i el 51,5% són dones
- 87,8% són catòlics irlandesos i el 10,9% són protestants
- 6,1% de la població entre 16–74 estan a l'atur.[4]

## Història
S'hi ha trobat dos habitatges de l'edat de bronze a la urbanització de Meadowlands També hi ha algunes evidències d'assentaments neolítics a Cathedral Hill que sembla haver estat desocupat fins a l'Edat del Bronze tardana.
Downpatrick és una de les ciutats més antigues d'Irlanda. El nom provó d'un dún (fort) situat al turó que domina l'actual catedral de Down. Cap al 130 Ptolemeu la va incloure en una llista de poblacions d'Irlanda com a Dunum. El nom antic de la ciutat era Rath Celtair pel llegendari guerrer de l'Ulster Celtchar (en gaèlic modern: Cealtachair) qui vivia aquí i que va lluitar al costat del rei de l'Ulster Conchobar mac Neasa (Conor Mac Nessa) i que apareix en el cicle ulsterià i en el Táin Bó Cúailnge. El nom fou substituït per Dún Lethglaise després per Dún Dá Lethglas i en el segle xiii per Dún Phádraig (anglicitzat com a Downpatrick) per la connexió amb el sant patró d'Irlanda.
Es creu que Patrici d'Irlanda fou enterrat el 461 al turó de la Catedral de Down i la seva tomba és objecte de pelegrinatge el dia de Sant Patrici (17 de març). Cap al segle VII el poder dominant a l'Ulster eren els Dál Fiatach que ostentaven el títol de "Rí Uladh" que podia significar "Rei d'Ulster" i "Rei de Dál Fiatach".
En 1137, Malaquies d'Armagh renuncià a l'arquebisbat d'Armagh i separà les dues diòcesis, Armagh i Connor, després Down. Ell administrà la diòcesi de Dún dá leth glas (Down) des de Bangor i va introduir una comunitat d'agustins a Dún dá leth glas dedicada a Sant Joan Evangelista i reparà la catedral de Down.
Després d'haver rebut com a feu l'Ulster del rei Enric II d'Anglaterra el cavaller normand John de Courcy va sortir de Dublín a començaments de 1177 a prendre'n possessió. Marxà cap al nord amb 20 cavallers i 300 soldats i arribà a Downpatrick quatre dies després. Downpatrick era una ciutat eclesiàstica oberta d'estil antic i els invasors hi arribaren per sorpresa el 2 de febrer. De Courcy atacà la fortelesa de Rath Celtair i hi derrotà Rory MacDonlevy (Ruaidhri Mac Duinnshleibhe), rei de Dál Fiatach i Ulster (Ulaid). En 1183 John de Courcy va portar alguns monjos benedictins de l'abadia de Sant Werburgh a Chester (avui catedral de Chester) a Anglaterra i els construí una catedral a Downpatrick. L'edifici fou destruït per un terratrèmol en 1245.
En 1260 Brian O'Neill (Brian Ua Néill), rei de Tír Eoghain (Tyrone) i que havia estat reconegut com a Gran Rei d'Irlanda per Hugh O'Conor d Connacht i Tadhg O'Brien de Thomond marxà a Downpatrick amb tropes de Connacht dirigides per Hugh O'Conor i lluità contra els anglesos a la batalla de Down. La batalla va tenir lloc als afores de la ciutat i van morir els O'Neill, 8 senyors de Connacht i molts altres. La mort de Brian O'Neill i la derrota irlandesa foren lamentades en un poema pel bard Cenél nEógain Gilbride MacNamee (Giolla Brighde Mac Con Midhe)(1210–1272).
Després de la rebel·lió de Shane O'Neill en 1567 Downpatrick va caure breument en mans irlandeses, però fou reconquerida pel lord anglès Sir Richard Morrison (Moryson). El gran poeta, teòleg i bisbe franciscà Aodh Mac Aingil (Aodh Mac Cathmhaoil) va néixer als afores de Dún (Downpatrick) en 1571. El 21 de gener de 1575 foren penjats a Downpatrick tres franciscans, John Lochran, Donagh O'Rorke, i Edmund Fitzsimon.
La condició de la ciutat va millorar durant el segle xviii gràcies a la família terratinent Southwell. El primer Edward Southwell, va començar la pavimentació dels carrers en 1727. El segon Edward Southwell va construir el 1733 alguns edificis d'arquitectura georgiana. En juny de 1778 el fundador del metodisme John Wesley va predicar a les ruïnes de la catedral de Down.

### Segles XIX i XX
El 21 d'octubre de 1803 el cofundador i líder dels Irlandesos Units Thomas Russell, "l'home de Déu sap on", fou penjat a la presó de Downpatrick per la seva participació en la revolta fallida de Robert Emmet. Thomas Russell és enterat en el cementiri de l'església anglicana de St. Margaret de Downpatrick, en una tomba pagada per la seva gran amiga, Mary Ann McCracken germana del cap dels irlandesos units de Belfast Henry Joy McCracken.
En el seu treball com a advocat. Daniel O'Connell "l'alliberador", fou cridat de Londres a Downpatrick per atendre un cas a l'Assizes del comtat de Down com a assessor en un cas l'1 d'abril de 1829. Com a líder de la campanya per l'emancipació catòlica, va estar a Londres per a la discussió en les seves darreres etapes legislatives de l'Emancipation Bill de la Cambra dels Comuns del Regne Unit a través de la Cambra dels Lords i convertida en llei. Un cop aprovada, la Llei d'Emancipació de 1829 permetria als catòlics ser escollits diputats a la Cambra dels Comuns, cosa que fins ara se'ls havia prohibit. També lluità per la Catholic Relief Act 1829 i l'abolició de les Lleis Penals d'Irlanda, que imposaven restriccions als catòlics al Regne Unit.
El 17 de març de 1848 una multitud de 2.000-3.000 persones va partir d'Old Course Road ien peregrinació cap a la tomba de Sant Patrici però foren atacats durant el camí per protestants orangistes, cosa que va provocar un motí.
Durant el conflicte d'Irlanda del Nord hi hagué una forta presència de grups paramilitars, principalment de l'IRA Provisional i de l'Irish National Liberation Army.